# ترسيب كيميائي للبخار

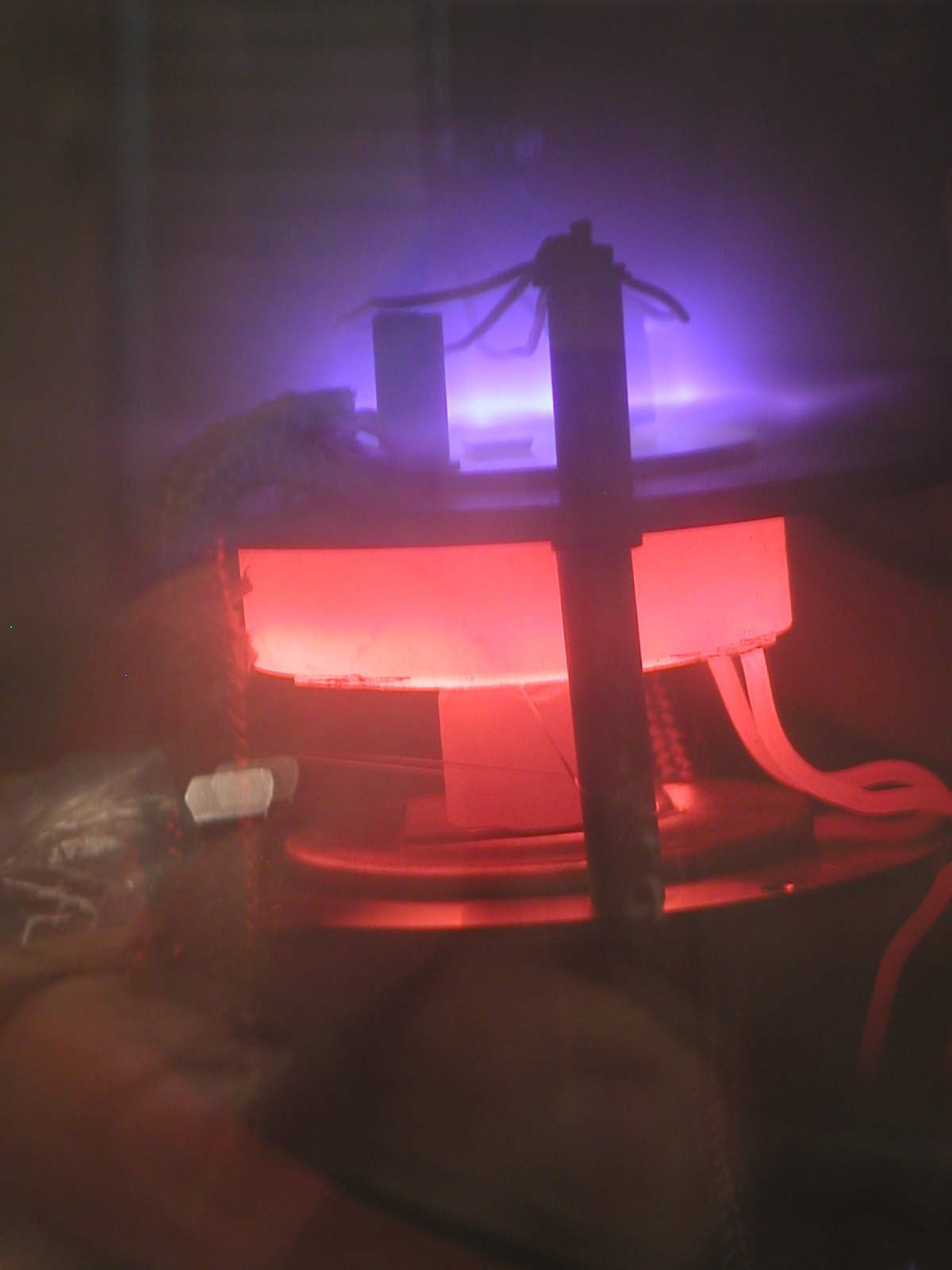
يحسن تطبيق البلازما (اللون البنفسجي) أثناء عملية الترسيب الكيميائي للبخار من نمو الأنابيب النانوية الكربونية.

الترسيب الكيميائي للبخار (يرمز له CVD من Chemical vapor deposition) هي عملية كيميائية تستخدم لإنتاج مواد صلبة عالية الأداء وعالية النقاوة. وغالباً ما يكون لهذه العملية تطبيقات في مجال أشباه الموصلات ولإنتاج الطبقات الرقيقة ولتحضير الأنابيب النانوية الكربونية.
تجري في عملية الترسيب الكيميائي للبخار تعريض الرقاقة (الركازة) إلى مركب أو عدة مركبات طليعية متطايرة والتي تتفاعل و/أو تتفكك على سطح الركازة لتعطي المادة المرغوبة. يصاحب العملية نشوء منتجات ثانوية، والتي تزال من حجرة التفاعل بواسطة تدفق تيار غازي.
يعتمد مبدأ الترسيب الكيميائي للبخار على تشكل طبقة صلبة من الطور الغازي نتيجة تفاعل كيميائي على سطح الركازة الساخن . من الشروط الواجب توافرها أن تكون المواد المكونة للطبقة لمراد وضعها ذات تطايرية عالية.

## أنواع الترسيب الكيميائي للبخار
تختلف أنواع الترسيب الكيميائي للبخار عن بعضها في كيفية تحريض (حث) التفاعل الكيميائي على الحدوث وفي شروط العملية.
- مصنفة حسب الضغط المطبق

ترسيب كيميائي حراري للبخار ذو الجدار الساخن)

ترسيب كيميائي مدعم بالبلازما للبخار

  - ترسيب كيميائي للبخار عند الضغط الجوي.
  - ترسيب كيميائي للبخار عند ضغوط منخفضة.[1] مما يقلل من التفاعلات الجانبية الغازية غير المرغوبة، ويحسن من انتظام توزيع الطبقة على الرقاقة.
  - ترسيب كيميائي للبخار عند ضغوط فائقة الانخفاض (UHVCVD) والتي تطبق عند ضغوط أقل من 10−6 باسكال.
- مصنفة حسب الخصائص الفيزيائية المميزة للبخار:
  - ترسيب كيميائي للبخار مدعم بالرذاذ: حيث تنقل الطلائع إلى الركازة بواسطة رذاذ (سائل/غاز)، والذي يمكن توليده بالأمواج فوق الصوتية. هذه التقنية ملائمة للطلائع غير المتطايرة.
  - ترسيب كيميائي للبخار بالحقن المباشر للسائل: حيث تكون الطلائع في حالة سائلة أو بحالة منحلة (على شكل محلول إذا كانت صلبة) وتحقن إلى حجرة التبخير، بعد ذلك تنقل أبخرة الطلائع إلى الرطكازة كما في حالة الترسيب الكيميائي للبخار التقليدية.
- طرق البلازما
  - ترسيب كيميائي للبخار مدعم ببلازما الأمواج الصغرية (أمواج الميكرويف)
  - ترسيب كيميائي للبخار مدعم بالبلازما: والتي تستعمل البلازما لتحسين معدل سرعة التفاعل الكيميائي للطلائع.[2] تمكن هذه الكريقة من إجراء العملية عند درجات حرارة منخفضة نسبياً. والذي يكون أمراً بالغ الأهمية في صناعة أشباه الموصلات.
- ترسيب كيميائي للبخار مدعم بالبلازما البعيدة: تختلف هذه الطريقة عن سابقتها أن الركازة لا تكون في منطقة تفريغ شحنة البلازما، مما يمكن من العمل عند درجات حرارة تصل إلى درجة حرارة الغرفة.
- طرق أخرى
  - ترسيب كيميائي للبخار بالاشتعال
  - تنضيد الطبقة الذرية
  - ترسيب كيميائي-فيزيائي مهجن للبخار